# Plegadis chihi
Plegadis chihi е вид птица от семейство Ибисови (Threskiornithidae).

## Разпространение
Видът е разпространен в Аржентина, Аруба, Боливия, Бразилия, Венецуела, Гватемала, Канада, Колумбия, Коста Рика, Мексико, Никарагуа, Парагвай, Перу, Салвадор, САЩ, Уругвай, Хондурас и Чили.